# Лассо, Эдвин
Эдвин Лассо (исп. Edwin David Laszo Ramos; род. 2 марта 1999, Сантандер-де-Киличао, Колумбия) — колумбийский футболист, опорный полузащитник.
Родился в Колумбии, помимо колумбийского имеет также испанское гражданство, что позволяет ему не считаться легионером из стран, не входящих в Европейский союз. На молодёжном уровне играл в итальянском «Торино». В сезоне 2018/19 играл за «Карабанчель» в испанской Терсере — четвёртом по уровню дивизионе. С лета 2019 года по 2022 год играл за колумбийские клубы «Кортулуа» (в 2020 году — финалист сезона 2020 в Примере B) и «Онсе Кальдас». 2023 год начал в венесуэльском «Метрополитаносе». В июле 2023 года перешёл в болгарский «Берое». В феврале 2024 года покинул болгарский клуб. Всего за «Берое» сыграл в 20 матчах, отдав одну результативную передачу. В марте 2024 года перешёл в американский клуб «Талса».